# ガブリエル・コールマン転位
ガブリエル・コールマン転位（ガブリエル・コールマンてんい、英語: Gabriel–Colman rearrangement）は、フタルイミド酢酸エステル(2)と強塩基から置換イソキノリン(3)を形成する化学反応である。